# سوخوي سو-9 (1946)
سوخوي سو-9  (بالإنجليزية: Sukhoi Su-9)‏ هي طائرة مقاتلة من صناعة سوخوي. كان أول طيران لها في 13 نوفمبر 1946.